# Biológiai halhatatlanság
A biológiai halhatatlanság kifejezés alatt a sejtek korlátlan szaporodását értjük. A sejtek korlátlan szaporodását a telomerek rövidülése akadályozza meg a vizsgált tenyészet sejtjeinek DNS-ében. Leonard Hayflick elmélete (Hayflick-féle határ) előtt Alexis Carrel azt feltételezte, hogy az összes szomatikus sejt halhatatlan.
A "halhatatlanság" kifejezést először a rákos sejtekre használták, melyek rendelkeztek telomer-hosszabbító telomeráz enzimmel, és ezért elkerülték az apoptózist.

## Szervezetek

### Medveállatkák
A medveállatkák elképesztően könnyen alkalmazkodnak még a szélsőséges környezeti tényezőkhöz is, mint például a nagyon magas, vagy nagyon alacsony hőmérséklet, az elviselhetetlen sugárzás és a kiszáradás, mindezt oly módon, hogy kriptobiózis állapotba kerül.

### Baktériumok
A baktériumok is biológiailag halhatatlanoknak mondhatók, de csak a tenyészeteik szintjén. Egy elkülönült baktérium egyszerűen elpusztulhat. A két új baktérium egy osztódás során tekinthető az anyabaktérium megújult másolatainak, hiszen a sérült makromolekulák eloszlottak a két új sejt közt. Ez alapján az őssejtek és az ivarsejtek is halhatatlanoknak nevezhetőek.

### Hydrák
A hydrák olyan édesvízi állatok, melyek nem poszt-mitotikus sejtekből állnak. Mivel sejtjeik folyamatosan osztódnak, ez kiszűri a hibákat és a mérgeket a szervezetből. Megállapították, hogy a hydrák sejtjei nem öregednek és ezért biológiailag halhatatlanok, bár az még nem ismert, hogy hogyan képesek a telomerek rövidülését megakadályozni.

### Medúza
A Turritopsis nutricula egy apró medúzafaj, mely életciklusa végén képes visszaalakulni kezdeti, azaz polipformájába, ahonnan gyakorlatilag újrakezdi az életét.

## Fordítás
- Ez a szócikk részben vagy egészben  a   Biological immortality című angol Wikipédia-szócikk ezen változatának fordításán alapul.  Az eredeti cikk szerkesztőit annak laptörténete sorolja fel. Ez a jelzés csupán a megfogalmazás eredetét és a szerzői jogokat jelzi, nem szolgál a cikkben szereplő információk forrásmegjelöléseként.
- Ez a szócikk részben vagy egészben  az   Immortalisierung című német Wikipédia-szócikk ezen változatának fordításán alapul.  Az eredeti cikk szerkesztőit annak laptörténete sorolja fel. Ez a jelzés csupán a megfogalmazás eredetét és a szerzői jogokat jelzi, nem szolgál a cikkben szereplő információk forrásmegjelöléseként.